# マグダレーナ・ミラ
マグダレーナ・ミラ（Magdalena Mira Mena、 1859年5月30日 - 1930年10月14日）は、チリの画家、彫刻家である。南アメリカ地域における、初期の女性画家の重要な一人とされる。

## 略歴
サンティアゴで裕福な家族に生まれた。父親はアマチュア画家で、1840年代の末からチリを訪れ、チリなど南米各地の上流階級の中で働いたフランスの画家、レイモン・モンヴォワザン(Raymond Monvoisin:1794-1870)から絵を学んだことがあった。妹のアウロラ・ミラ(Aurora Mira: 1863–1939)も画家になった。弟のペドロ(Pedro Nolasco de Mira Mena: 1860-before1911)は政治家になり、ピチレムの市長などを務めた。
父親から絵を学んだ後、サンティアゴの国立美術学校(Academia de Pintura)に入学し、1876年から校長を務めたイタリア生まれの画家、フアン・モーキや先輩の画家のフアン・フランシスコ・ゴンサレス(Juan Francisco González: 1853-1933)に学んだ。
妹のアウロラ・ミラとともに、1883年からチリの国民議会議事堂で開催される全国美術展に出展し、3つの作品が金メダルを受賞した。1889年から1897年まで4度グループ展にに参加した。ペドロ・リラやフアン・フランシスコ・ゴンサレス、アルフレード・ヴァレンズエラ・プエルマ(Alfredo Valenzuela Puelma)といった当時のチリを代表する画家と競い合ったが、40歳になるころに展覧会への出展を止め、アマチュア画家に戻った。
1905年からヨーロッパを旅し、ローマに住むようになり、3年間そこに住んだ。サンティアゴで没した。
主に人物画を描いた。

## 作品

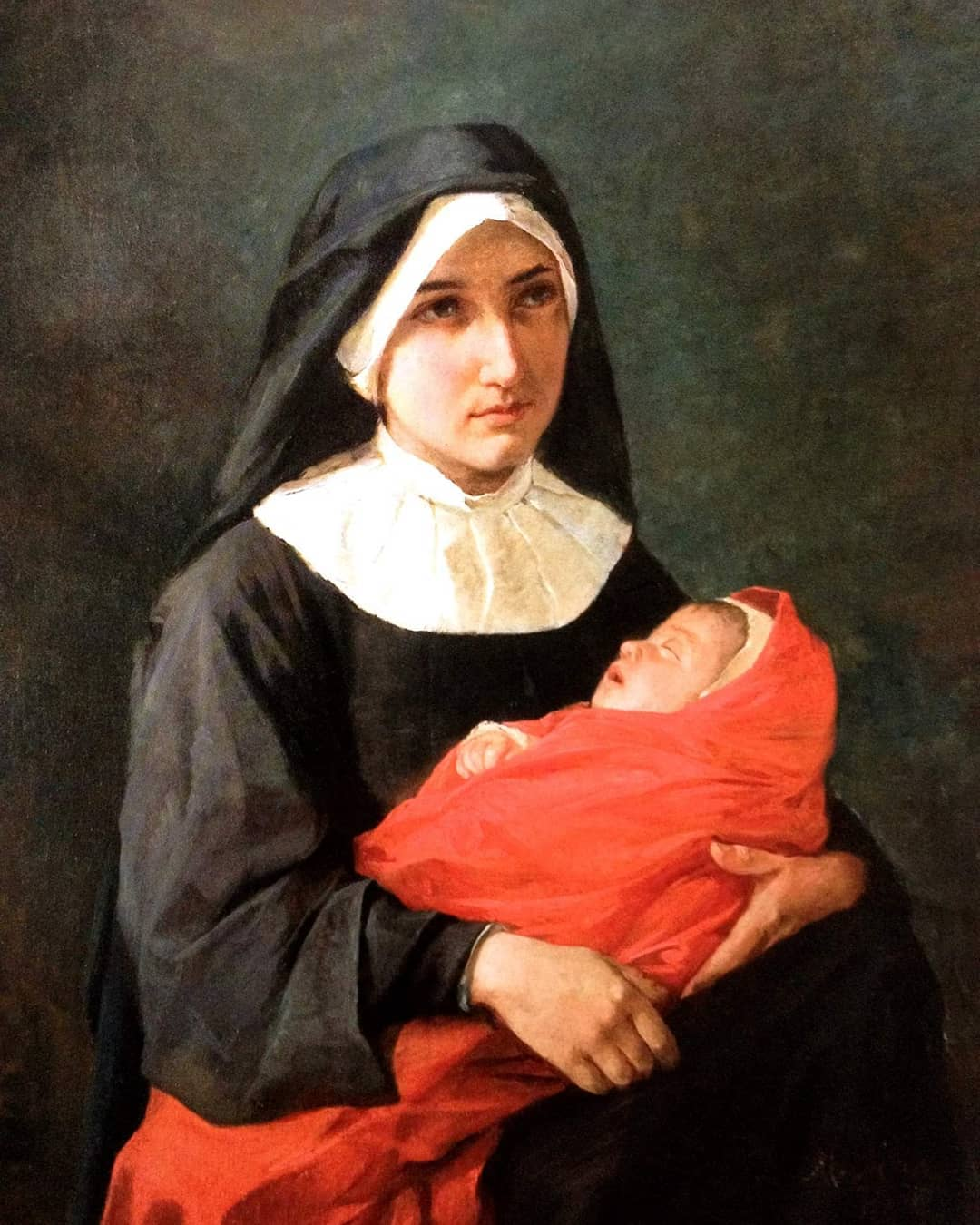
修道女、チリ国立美術館蔵
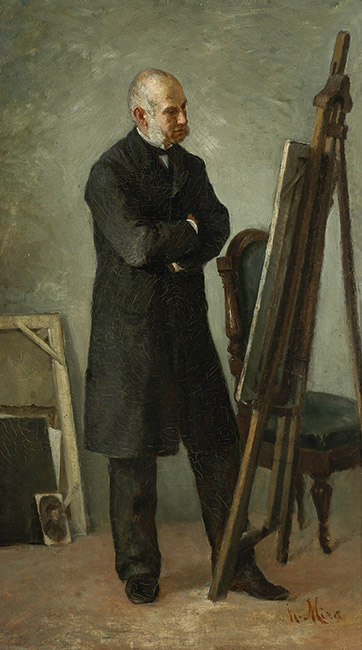
「イーゼルの前」、 チリ国立美術館蔵
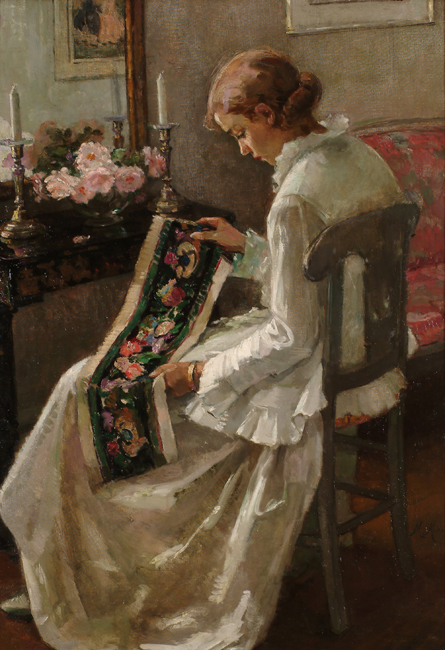
刺繍職人、 チリ国立美術館蔵.
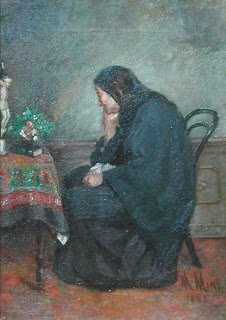
未亡人(La Viuda)、(1885)、チリ国立美術館蔵